# قانون العمل الفرنسي
قانون العمل الفرنسي (بالفرنسية: Code du travail)‏ هو مجموعة منظمة من معظم القوانين واللوائح المعمول بها في قانون العمل، التي تتعلق أساساً بموظفي القطاع الخاص بموجب عقود العمل، بينما الموظفين في القطاع العام بشكل عام يخضعون لقوانين الأفراد. ولكن الآن لا بد من الأخذ بعين الاعتبار الأنظمة الأوروبية، سواء توجيهات أو معاهدات معينة. أيضا الاتفاقيات والمعاهدات الجماعية تلعب دوراً متزايد الأهمية كمعادل مع تطور الحوار الاجتماعي.

## التعديل
تم تعديل هذا القانون تحت اسم «قانون العمل في فرنسا» لعام 2016 أو قانون الخمري.

## التاريخ
في 14 آذار/ مارس 1896 طرح النائب الاشتراكي آرثر غروسير مَلف مشروع قانون بشأن تدوين قوانين العمل. نجحت عدة مشاريع وقوانين وقرارات في هذا المجال ولكن لاقت صداها في عام 1906 مع وزارة فيفياني التي فكرت في كتابة في أربعة كتب من قوانين العمل.
في 1أيار / مايو 1906 أعلنت نقابة CGT الإضراب العام واستمر الإضراب 19 يوماً، وكان عاماً مضطرباً تميز بأكثر من 1300 إضراباً، وكانت النتيجة أن رئيس الوزراء جورج كليمنصو يبتكر ولأول مرة في 25 تشرين الأول /أكتوبر 1906 وزيراً للعمل وللشؤون الاجتماعية (وكانت قبل ذلك وزارة العمل هي وزارة التجارة).

## انظر ايضاً
- قانون 35 ساعة لأسبوع العمل.
- قانون العمل في فرنسا.
- قانون معايير العمل المنصفة (الولايات المتحدة)